# Li Auto
Li Auto Inc., es un fabricante chino de vehículo eléctrico con sede en Beijing, con instalaciones de fabricación en Changzhou.

## Historia

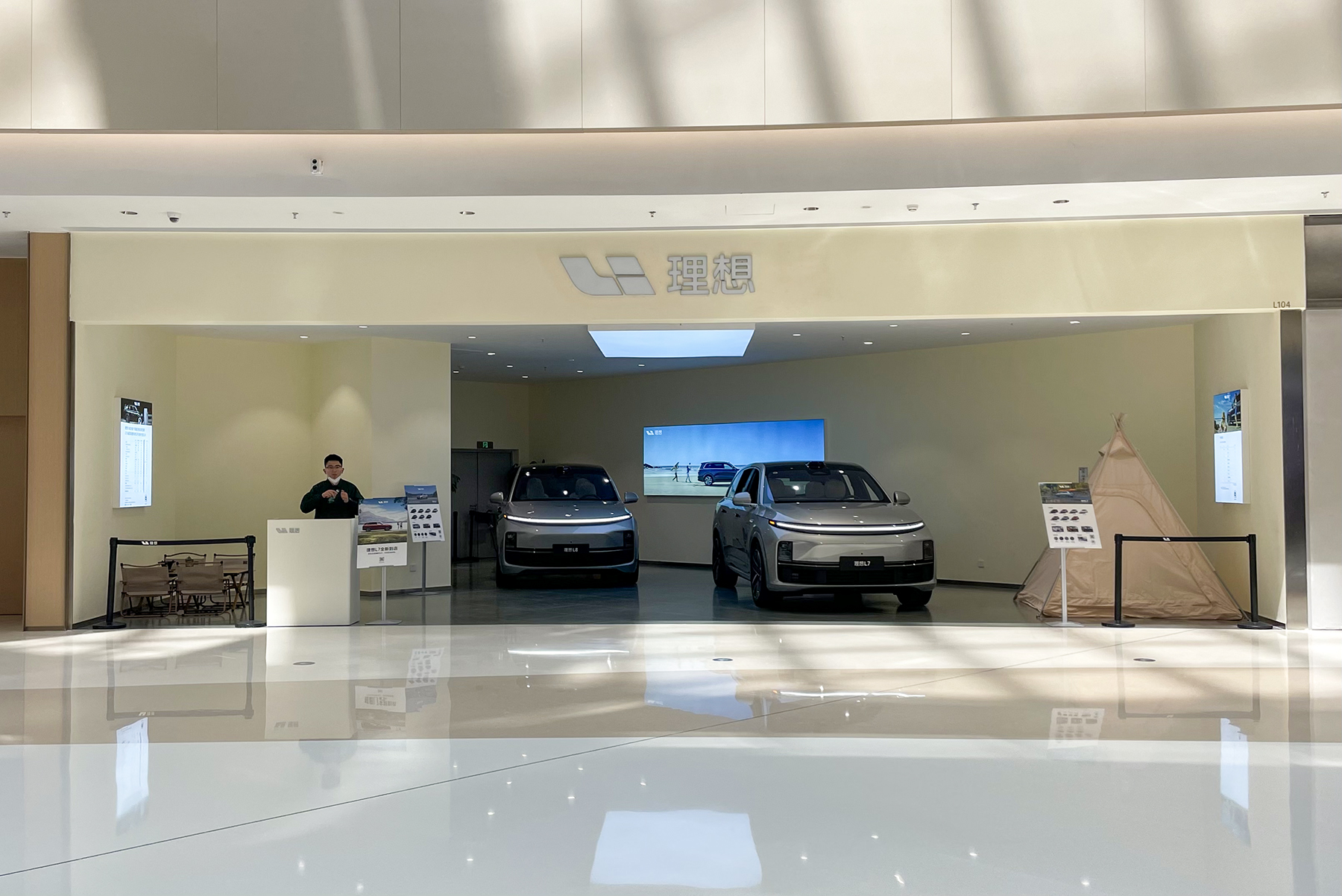
l i sala de exposición de automóviles en Zhengzhou, Henan

En 2015, Li Auto fue creada por Li Xiang. La empresa fabrica vehículos eléctricos que utilizan extensores de alcance como suministro de energía. Li Auto cuenta con servicios de fabricación, ingeniería y diseño de vehículos ubicados en Changzhou, Provincia de Jiangsu con sede corporativa e investigación y desarrollo ubicados en Beijing. The company debuted on the Nasdaq in 2020. Os investidores da empresa incluem Meituan e Source Code Capital.
En julio de 2020, Li Auto cotizó en el mercado de valores NASDAQ con el código bursátil "LI"。

## Modelos
La empresa se centra principalmente en SUV premium EREV para el mercado chino. Se han anunciado cuatro vehículos de este tipo:

### Modelos actuales
- Li Auto L9 (2022-presente), crossover de tamaño completo EREV SUV
- Li Auto L8 (2022-presente), SUV EREV crossover de tamaño mediano
- Li Auto L7 (2023-presente), SUV EREV crossover de tamaño mediano
- Li Auto Mega (2023-presente), BEV MPV de tamaño completo

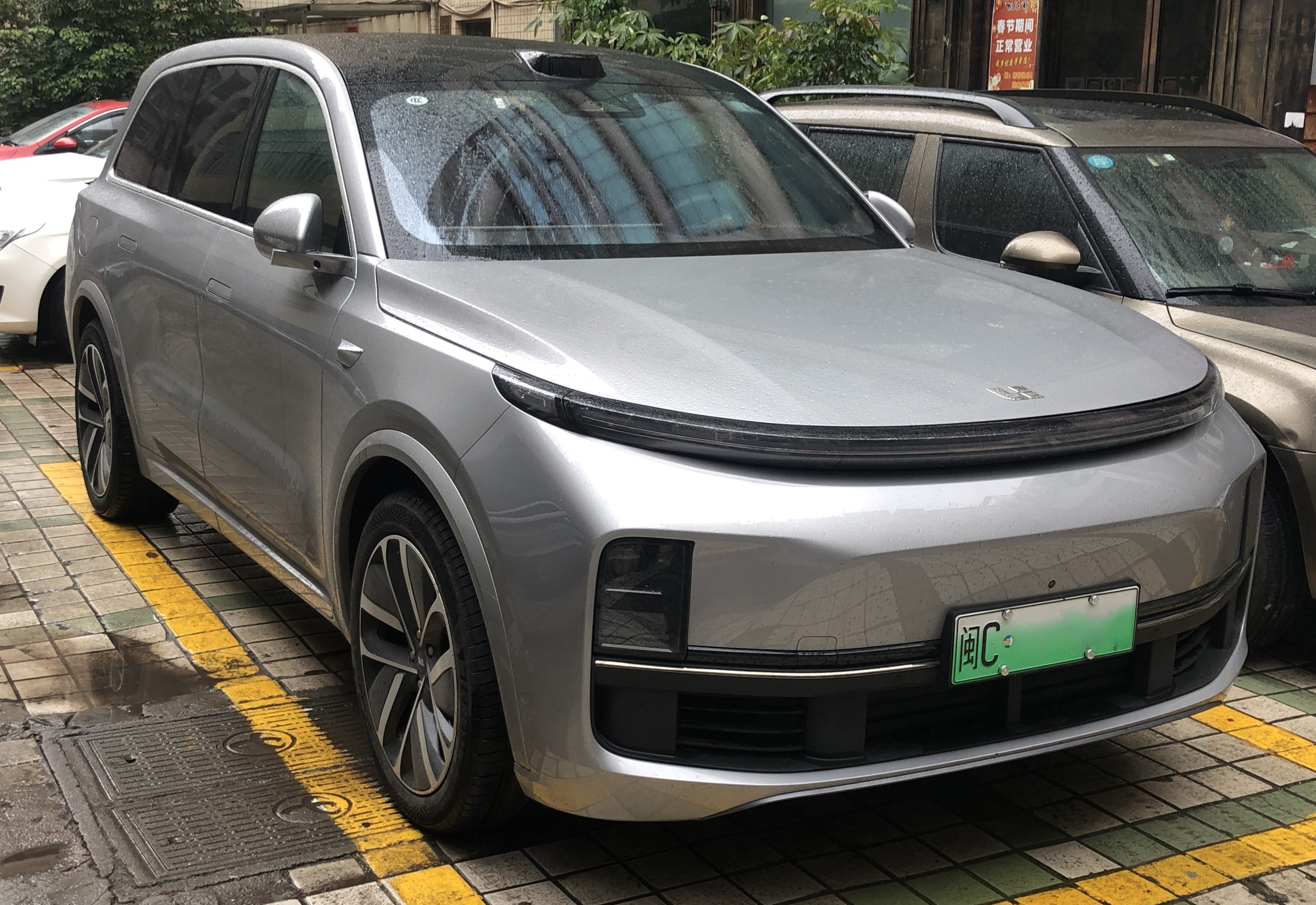
Li Auto L9
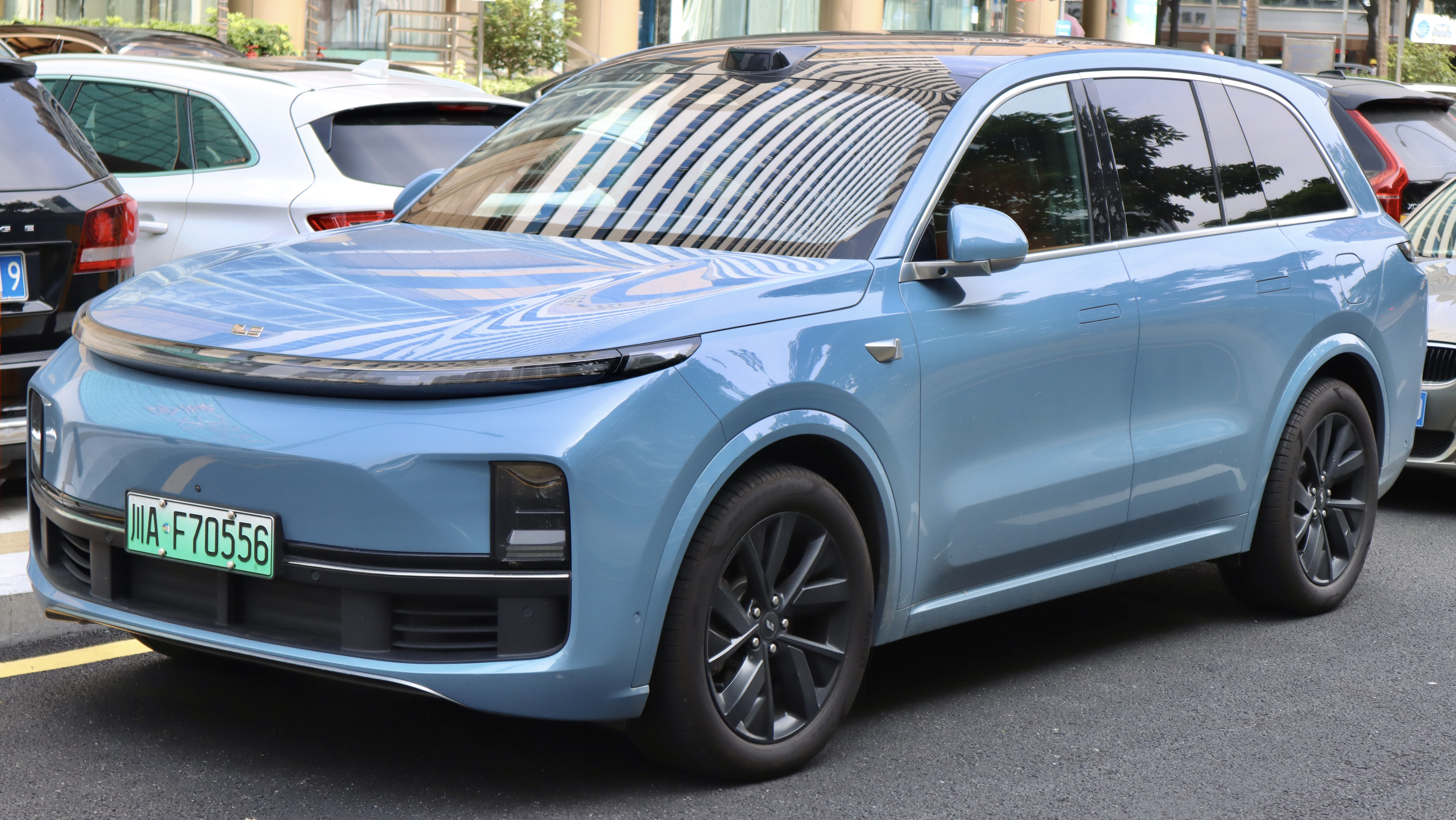
Li Auto L8
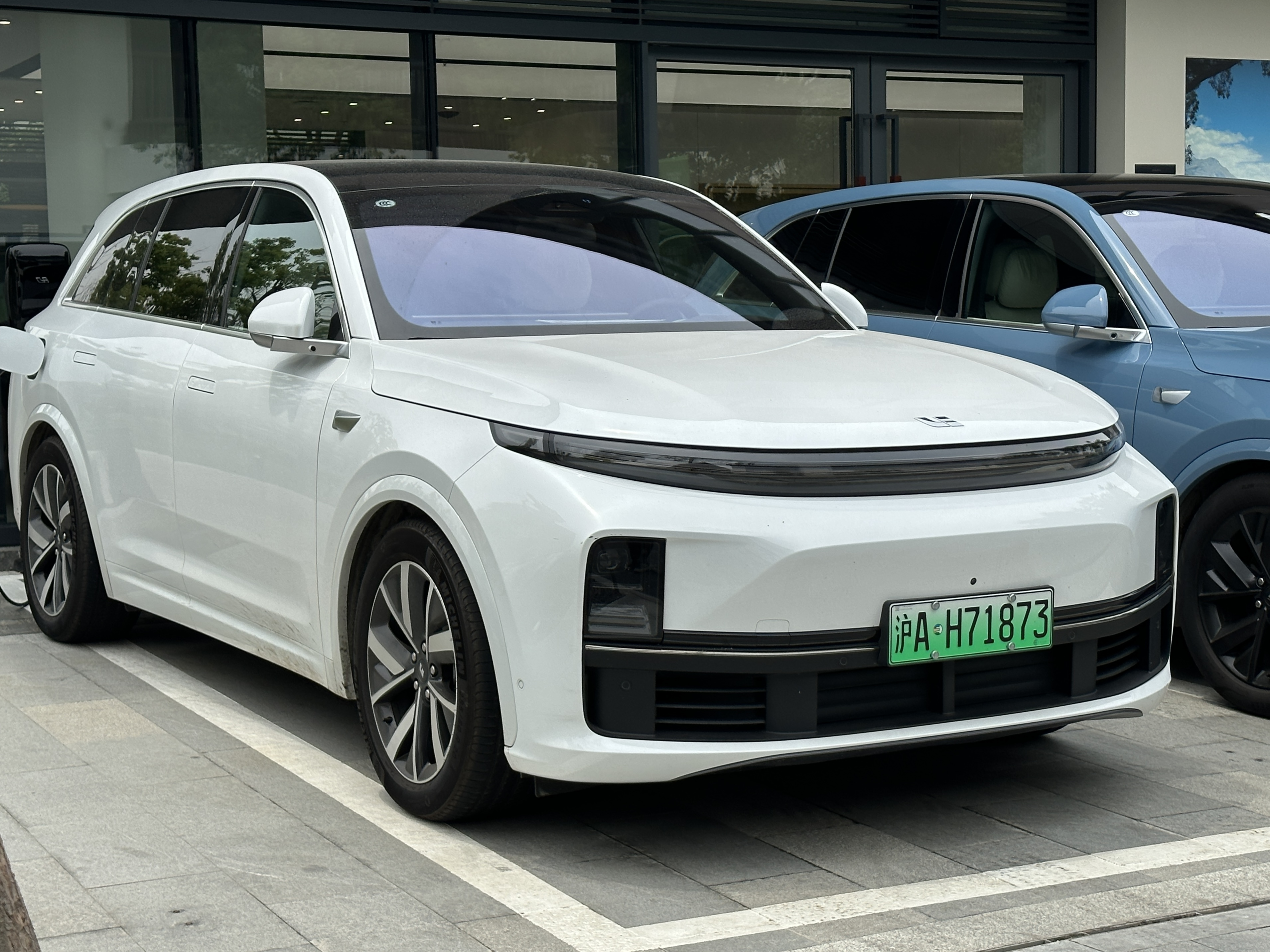
Li Auto L7
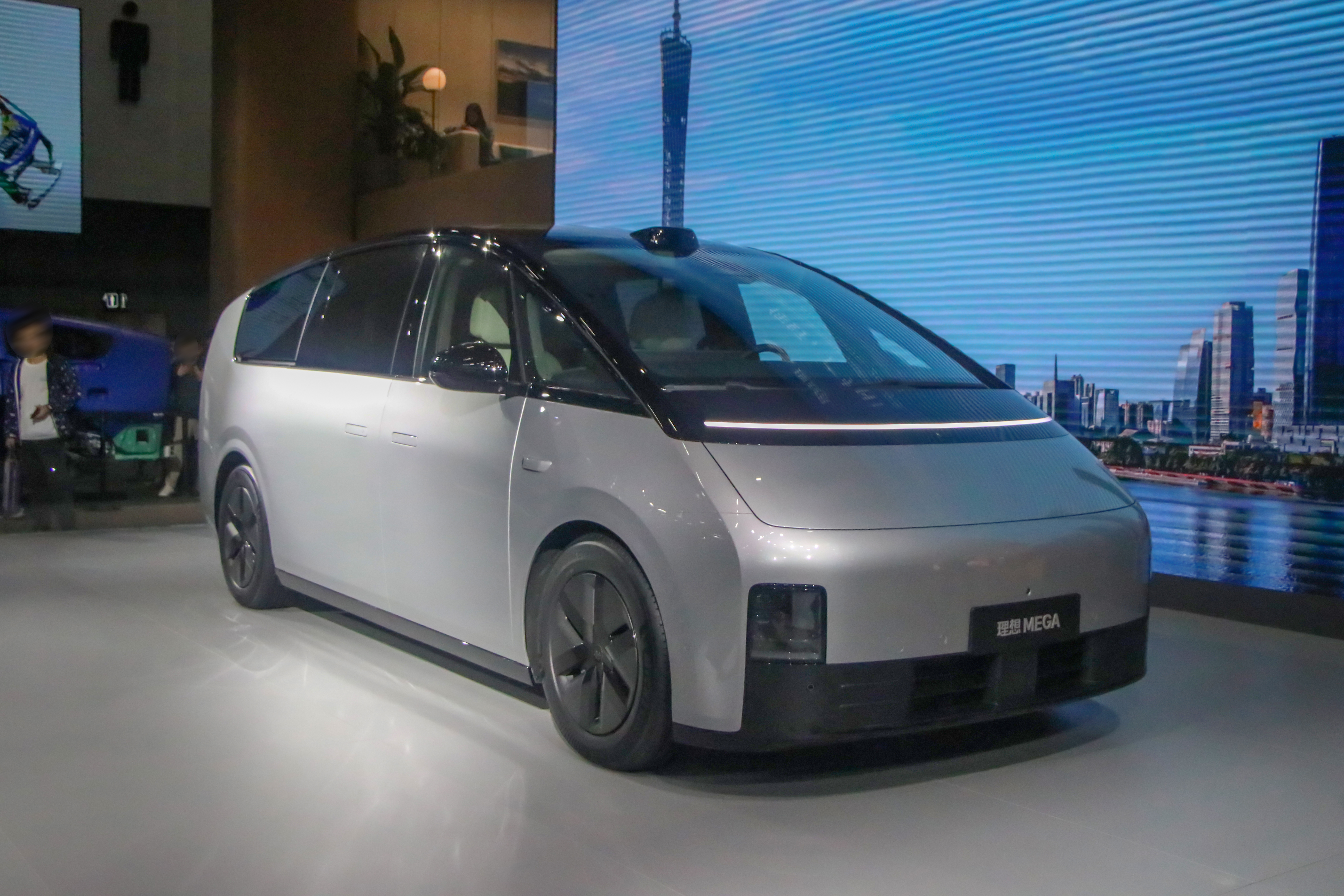
Li MEGA

### Modelos descatalogados
- Li Auto One (2019-2022), SUV crossover de tamaño mediano

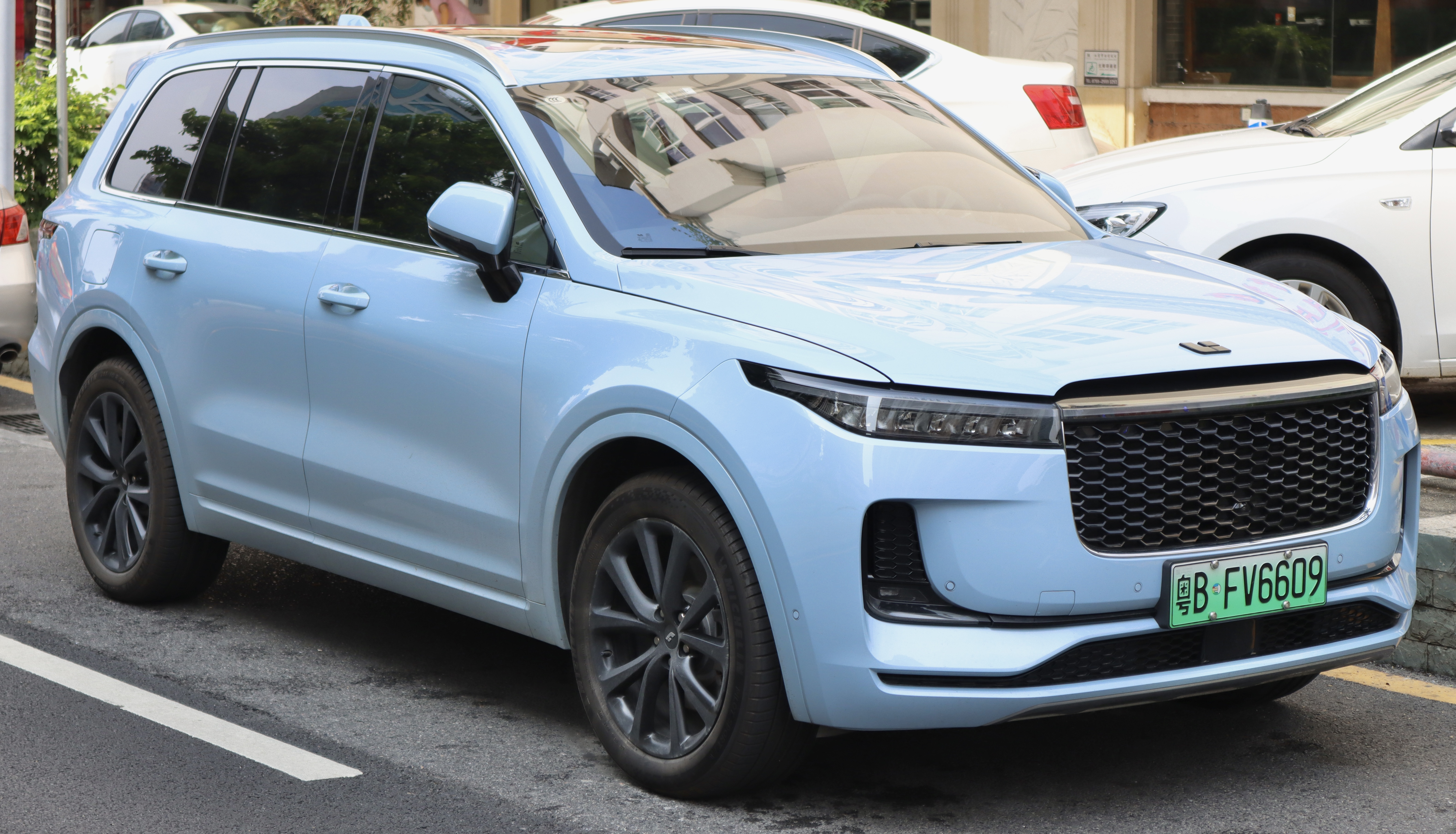
Li Auto One

## Ventas
| Año  | Ventas  |
| ---- | ------- |
| 2019 | 1,000   |
| 2020 | 33,457  |
| 2021 | 90,491  |
| 2022 | 133,246 |

## enlaces externos
- Wikimedia Commons alberga una categoría multimedia sobre Li Auto.
- Official website

- Datos: Q98139925
- Multimedia: Li Auto / Q98139925